# Crăguești, Mehedinți
Crăguești este un sat în comuna Șișești din județul Mehedinți, Oltenia, România.

## Fiii satului
- George Racoveanu (1900-1967) - ziarist și teolog ortodox